# Glenea mucorea
Glenea mucorea là một loài bọ cánh cứng trong họ Cerambycidae.